# Cerkiew św. Mikołaja w Łukowie
Cerkiew św. Mikołaja – nieistniejąca cerkiew prawosławna w Łukowie. 
Parafia w Łukowie została erygowana w 1880. Jej świątynią była cerkiew domowa w szpitalu miejskim. 22 maja 1898 został położony kamień węgielny pod budowę wolno stojącej świątyni, której wzniesienie zostało w większości sfinansowane przez Świątobliwy Synod Rządzący Rosyjskiego Kościoła Prawosławnego (25 tys. rubli dotacji przy 4,5 tys. rubli wkładu wiernych). Budynek znajdował się na przedmieściu Łukowa, w okolicy dworca kolejowego. Konsekracja gotowego budynku miała miejsce 28 listopada 1899. Zgodnie z zaleceniami Świątobliwego Synodu obiekt utrzymany był w stylu bizantyjskim. 
W 1915, gdy prawosławni mieszkańcy Łukowa w większości udali się na bieżeństwo, cerkiew została porzucona. W czasie wojny polsko-bolszewickiej poniosła kolejne ciężkie straty. Wreszcie w 1926, nadal nieużytkowana, spłonęła. W 1930 dokonano rozbiórki jej ruin.